# Arne Marit
Arne Marit, né le 21 janvier 1999 à Gammerages, est un coureur cycliste belge.

## Biographie
Pour la saison 2023, Arne Marit s'engage avec la formation Intermarché–Circus-Wanty.

## Palmarès et résultats

### Palmarès amateur
- 2014
  - 2e du championnat de Belgique sur route débutants 1re année
- 2016
  - Nokere Koerse juniors
  - 3e du championnat du Brabant flamand sur route juniors
- 2017
  - Champion du Brabant flamand du contre-la-montre juniors
  - Nokere Koerse juniors
  - 2eb étape du Tour de Basse-Saxe juniors
  - 2e du championnat du Brabant flamand sur route juniors
  - 2e du Circuit Het Nieuwsblad juniors
  - 3e de la Flèche du Brabant flamand
- 2018
  - Vainqueur de la Topcompétition
  - 1re étape de l'Okolo Jižních Čech (contre-la-montre par équipes)
  - 2e du championnat du Brabant flamand sur route espoirs
  - 3e du championnat du Brabant flamand du contre-la-montre espoirs
- 2019
  - Champion du Brabant flamand sur route espoirs
  - Grand Prix Criquielion
  - 1re étape du Tour de Navarre
  - Internationaal Beloften Weekend
  - 3e étape du Tour de Flandre-Orientale
  - 2e de la Zuidkempense Pijl
  - 2e du championnat du Brabant flamand du contre-la-montre espoirs
  - 2e du Circuit Het Nieuwsblad espoirs
  - 3e de Bruxelles-Opwijk
  - 3e de la Flèche du port d'Anvers
  - 3e du Grand Prix Albert Fauville
- 2020
  - 1re étape du Tour Bitwa Warszawska 1920
  - 2e du championnat de Belgique sur route espoirs
  - 2e du Grand Prix de Saint-Souplet
  - 3e de l'Omloop van de Braakman

### Palmarès professionnel
- 2021
  - Grand Prix du Morbihan
- 2022
  - Grand Prix Raf Jonckheere
  - Prix national de clôture
- 2025
  - 2e de la Famenne Ardenne Classic

### Résultats sur les grands tours

#### Tour d'Italie
1 participation
- 2023 : 112e

#### Tour d'Espagne
1 participation
- 2024 : 122e

### Classements mondiaux
| Année                                 | 2018  | 2019  | 2020 | 2021 | 2022 | 2023 | 2024 |
| ------------------------------------- | ----- | ----- | ---- | ---- | ---- | ---- | ---- |
| Classement mondial                    | 2200e | 1007e | 704e | 118e | 496e | 191e | 428e |
| UCI Europe Tour                       | 1459e | 723e  | 564e | 101e | 395e | nc   | nc   |
|                                       |       |       |      |      |      |      |      |
| Légende : nc = non classéSource : UCI |       |       |      |      |      |      |      |